# 朱鐸 (成化進士)
朱鐸（1436年—？），字文鳴，順天府大興縣人，明朝政治人物。進士出身。

## 生平
順天府鄉試第二十五名。成化二年（1466年）丙戌科會試第三百二十六名，殿試登進士第二甲第十三名。

## 家族
曾祖朱興，曾任元千戶。祖父朱敬，曾任序班。父亲朱謙，曾任通政司知事。